# Parque de Pradolongo
El parque de Pradolongo está situado en el barrio homónimo dentro del distrito de Usera, Madrid, entre el polideportivo de Orcasitas y el hospital 12 de Octubre; este parque es el cuarto de Madrid por su extensión (72 hectáreas y media), después de la Casa de Campo, El Retiro y el parque del Oeste.
Fue inaugurado en 1983 por el entonces alcalde de Madrid Enrique Tierno Galván y fue considerado el primer parque democrático de la ciudad, ya que el diseño fue realizado de acuerdo con las necesidades y gusto de aquellos vecinos que iban a disfrutarlo.

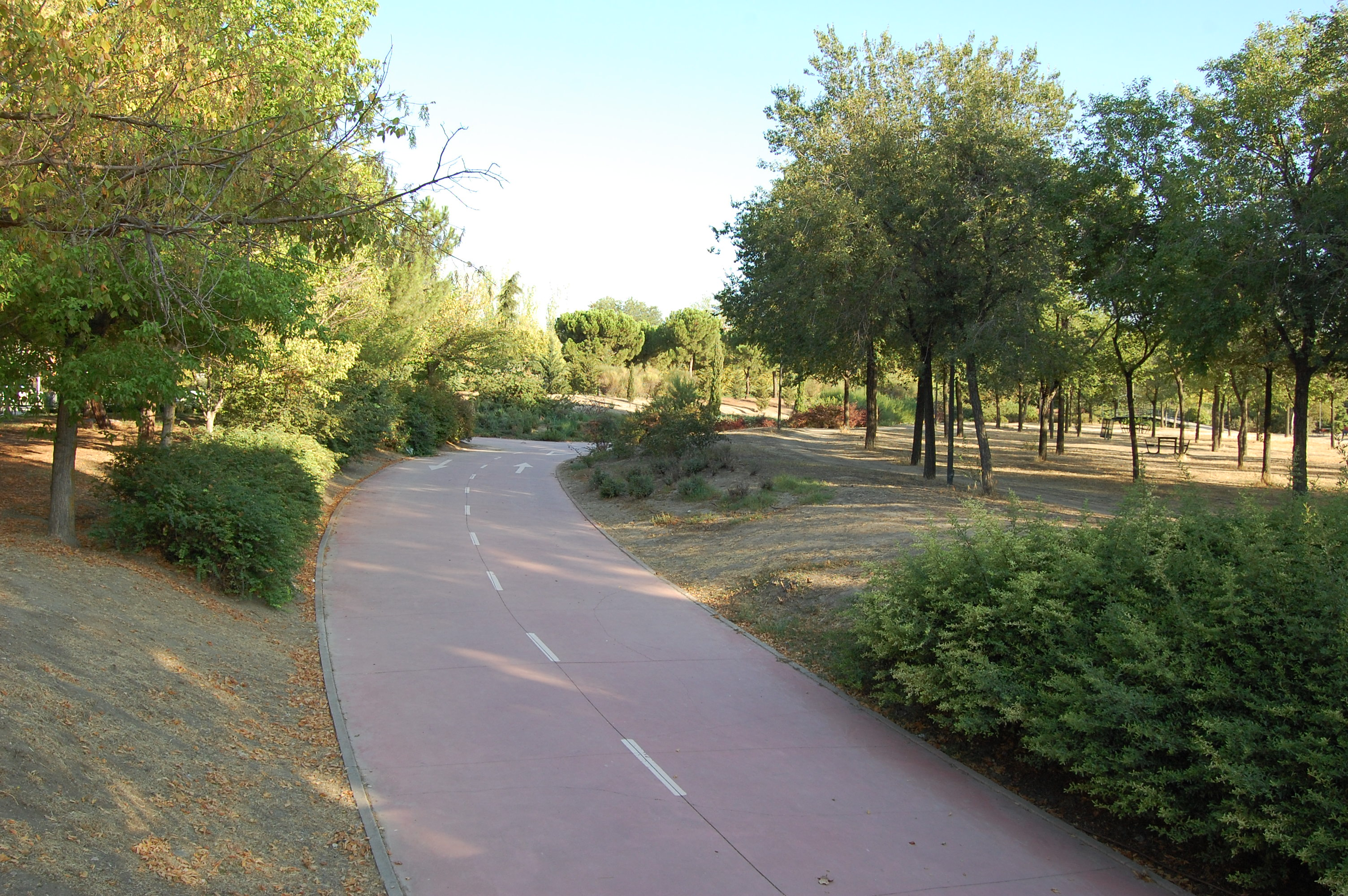
Carril bici en el parque de Pradolongo.

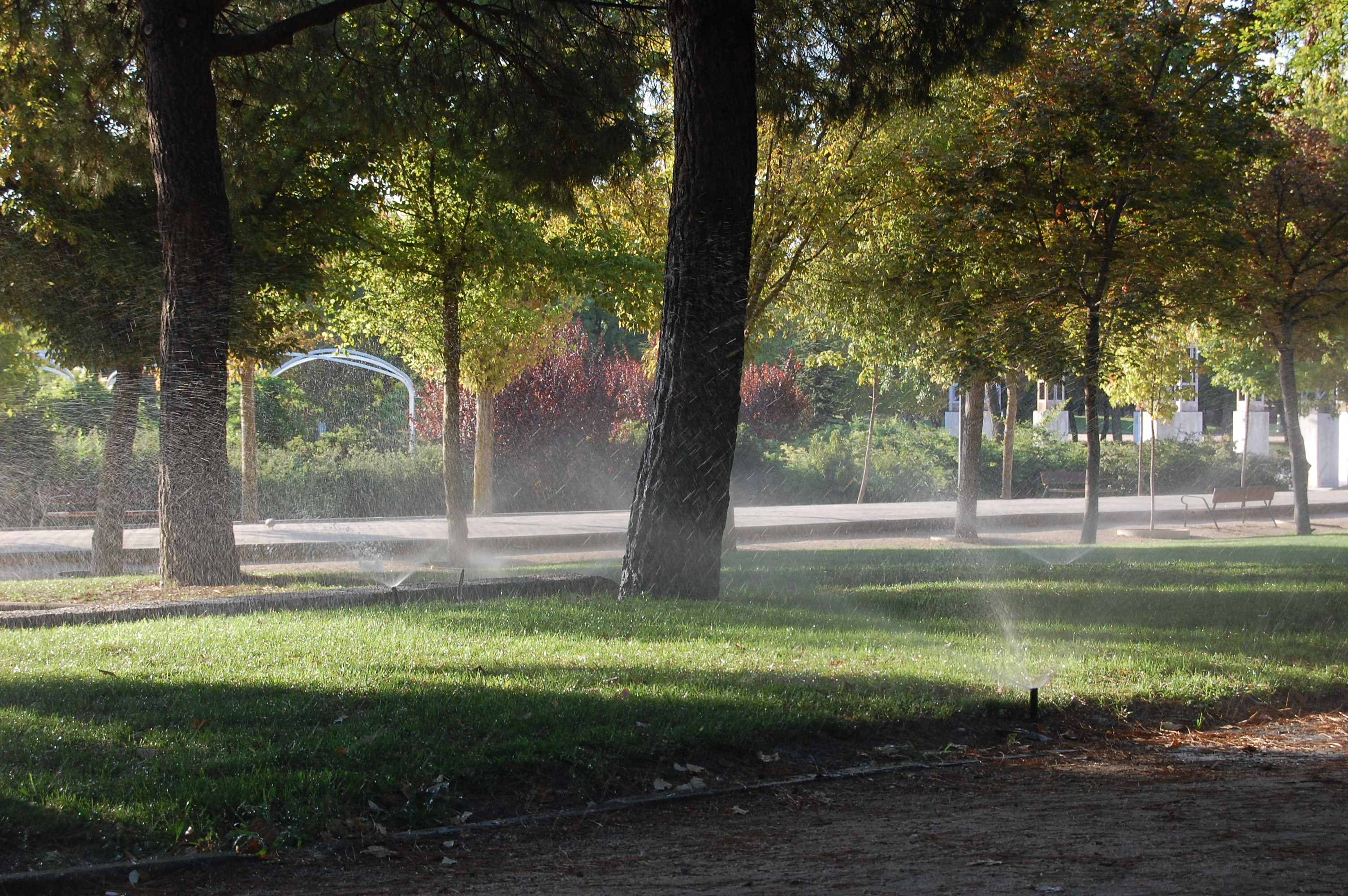
Riego por aspersión con agua reciclada.

## Descripción
El diseño del parque es un ejercicio intachable de moderna arquitectura de espacio público. En él resulta fácil sorprenderse por elementos muy originales, como el templete central o un pasillo cercano rodeado de una estructura circular de hierro a modo de techo de enredadera. Rampas y desniveles conducen hacia el lago. Los fines de semana están por allí los aficionados al radiocontrol, que lanzan sus pequeñas lanchas de carreras a competir en las tranquilas aguas del estanque. 
Para los niños, y no tan niños, hay varias zonas de columpios, entre las que destaca un castillo de almenas o casitas conectadas entre sí por una estructura de puentes y toboganes. El recinto es grande, está protegido por una pequeña valla y además hay bancos para los acompañantes. Dentro se han dispuesto varias estructuras de juego, equilibrio y esos columpios de rotación que ponen a los niños a dar vueltas como una peonza. Existen otros espacios con columpios, obstáculos y laberínticas mallas, en un alarde de espacio lúdico acorde con las dimensiones del entorno.

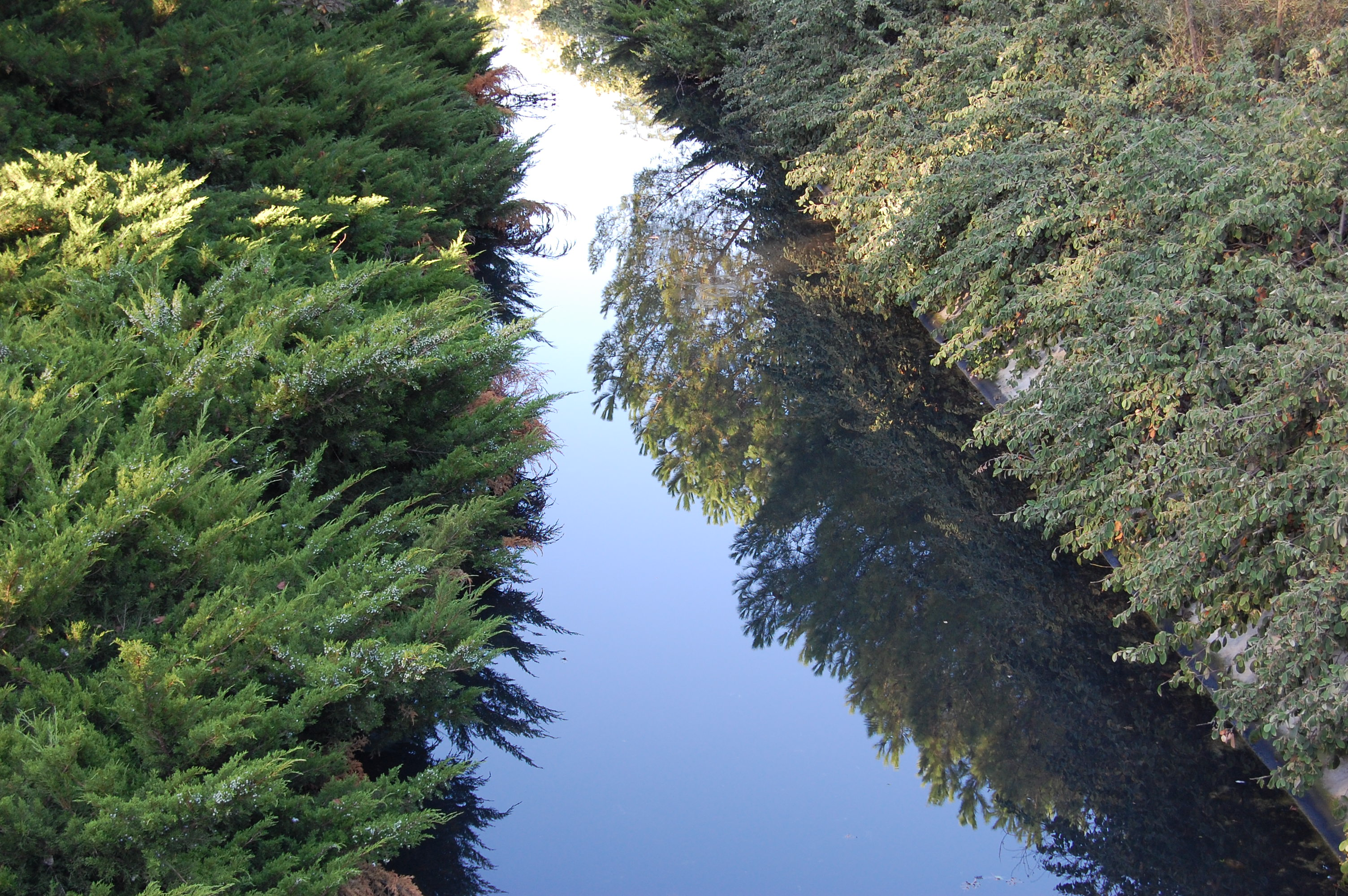
Arroyo en el parque de Pradolongo.

En medio del parque existe un estanque se pueden ver un par de porterías elevadas, donde se practica el kayak-polo, un curioso deporte mezcla de waterpolo, baloncesto y piragüismo.
Existe un carril bici en forma de anillo de unos 750 metros muy utilizado para pasear andando o con patines y para entrenamientos a pie y en bicicleta. Este carril no forma parte del Anillo Verde Ciclista, el cual también pasa por el parque.

### Jardín botánico
Situado junto al estanque se ubica el Jardín Botánico que data de 1979 y cuenta con una superficie de 4.200 metros cuadrados. Está formado por 30 parterres de diseño geométrico distribuidos en siete plazas y cuenta con 180 especies de árboles y arbustos. Entre las especies que se pueden contemplar en el parque figuran: coníferas (pinos, tuyas, cedros, abetos), frondosas (arces, sauces, tilos, avellanos, mimosas), quercus (encinas, alcornoques, robles), además de olivos, palmeras, etcétera.
Dentro de los arbustos representados en el Jardín, destacan los autóctonos como el madroño y las plantas aromáticas como tomillo, romero, salvia, santolina o lavanda.
Aparte del paseo, donde la senda ecológica es la mejor opción, Pradolongo es escenario de interesantes lances del deporte de este amplio vecindario. Ciclistas y amantes de las carreras populares tienen aquí uno de sus lugares más recurrentes.

### Iglesia Maris Stella
En el parque destaca la figura de la Iglesia Rota, que es como se conoce a la iglesia Maris Stella (Estrella del Mar), situada al este del parque, detrás de la Unidad Integral del distrito de Usera de la policía municipal. No se sabe la fecha de su construcción, pero sí que data de principios del siglo XX. Pudo ser una ermita para los dueños de los terrenos de Orcasitas, ya que función de iglesia, como tal, no tuvo hasta los años 60 y los habitantes de principios de siglo eran pocos, en unas cuantas casas desperdigadas por aquí y por allá. Las paredes están hechas de ladrillo. La cúpula, ochavada (raro ejemplo de arquitectura), es de pizarra y termina con un cimborrio rematado por un gallo. La cruceta es metálica. Fue duramente castigada durante la guerra civil española, por eso siempre se ha conocido por los lugareños como la iglesia rota. "Siempre la hemos conocido por la iglesia de el gallo" por su gallo en la cúpula, o maris stella" como el colegio que había de su mismo nombre en Orcasur años posteriores. La iglesia de el gallo tenía a sus pies hacia usera un campo de fútbol 11, en el que el orcasitas  jugó como local (1985-1988) (sera.l.g). 
La iglesia, sin embargo, no es recordada los vecinos como un templo, sino como centro escolar, ya que era la única edificación cuyas instalaciones eran aptas para la formación de escolares. Allí estuvo la escuela donde el maestro José Puñal enseñó a leer a los niños. Inés Sáenz de Heredia, prima carnal del fundador de Falange, José Antonio Primo de Rivera, se hacía cargo de ellos mientras sus padres, para reforzar los muros de papel de fumar de sus casitas de adobe hechas a mano, recogían ladrillos de la escombrera formada sobre un humedal. Tiempo después, Marichu Orcasitas, hija de Pedro Orcasitas, propietario de los terrenos donde los siete centenares de inmigrantes procedentes de Castilla-La Mancha y Extremadura levantaron las chabolas que dieron origen al barrio, donó terrenos para hacer un colegio que fue inaugurado en 1969. Después de la remodelación de la zona, la iglesia fue completamente abandonada por las administraciones.